# Gerard Hanna
Gerard Joseph Hanna (ur. 22 grudnia 1941 w Armidale) – australijski duchowny rzymskokatolicki, w latach 2002 - 2016 biskup diecezjalny Wagga Wagga.

## Życiorys
Święcenia kapłańskie przyjął 9 grudnia 1968 w swojej rodzinnej diecezji Armidale. Udzielił mu ich Henry Joseph Kennedy, ówczesny biskup pomocniczy Brisbane. Pełnił przede wszystkim funkcje duszpasterskie w parafiach diecezji, zaś w latach 2001-2002 pracował także w kurii jako wikariusz generalny.
5 lutego 2002 papież Jan Paweł II mianował go biskupem Wagga Wagga. Sakry udzielił mu 15 maja 2002 Francis Patrick Carroll, ówczesny arcybiskup Canberry-Goulburn, który w latach 1968-83 sam był biskupem Wagga Wagga.
12 września 2016 zrezygnował z urzędu biskupa diecezjalnego Wagga Wagga. 